# Centrale thermique de Sumqayıt
La Centrale thermique de Sumqayıt (en azéri : Sumqayıt İstilik Elektrik Stansiyası) est une centrale thermique située à Sumqayıt en Azerbaïdjan. Elle est exploitée par la société Azərenerji et à une capacité électrique de 506 MWe.